# Uygur, Amasya
Uygur là một thị trấn thuộc thành phố Amasya, tỉnh Amasya, Thổ Nhĩ Kỳ. Dân số thời điểm năm 2010 là 1.09 người.